# Квіти в кришталевій вазі
«Квіти в кришталевій вазі» (ісп. Florero de cristal) — картина іспанського живописця Хуана де Арельяно. Створена у 1668 році. Зберігається у Музеї Прадо в Мадриді (інв. ном. P7921).

## Опис
Ця картина відноситься до зрілих робіт Арельяно, найкращого іспанського художника XVII століття, що писав квіти. Цьому піджанрові, що виділяється в межах натюрморта, надавалось неймовірно величезне значення у Фландрії, звідки він поширився по іншій частині Європи, особливо його шанували при іспанському королівському дворі. Арельяно, який черпав натхнення у роботах найкращих фламандських художників-автор квіткових натюрмортів, демонструє на представленій тут композиції свою винахідливість художника. За удаваною недбалістю і деякою хаотичністю, з якою зображені квіти, що займають практично увесь простір картини, криється ретельно продумана і дуже тонка симетрія. Величезне розмаїття представлених на картині видів квітів чудово помітне і впізнаване, а їхня свіжість створює відчуття, що квіти були зрізані декілька хвилин тому; все це надає картині неймовірну яскравість і достовірність.